# 21557 Daniellitt
21557 Daniellitt este un asteroid din centura principală de asteroizi.

## Descriere
21557 Daniellitt este un asteroid din centura principală de asteroizi. A fost descoperit pe 24 august 1998 la Socorro, New Mexico, în cadrul proiectului LINEAR. Asteroidul prezintă o orbită caracterizată de o semiaxă mare de 3,00 ua, o excentricitate de 0,06 și o înclinație de 8,7° în raport cu ecliptica.